# Бисера Костадиновска-Стойчевска
Бисера Костадиновска-Стойчевска (на македонска литературна норма: Бисера Костадиновска Стојчевска) е филоложка и политик от Северна Македония.

## Биография
Родена е на 20 февруари 1986 година в град Битоля, тогава в Социалистическа федеративна република Югославия. Защитава докторат по английска филология в Педагогическия факултет на Битолския университет. На 15 юли 2020 година е избрана за депутат от Социалдемократическия съюз на Македония в Събранието на Северна Македония.